# Rally (empresa)
Rally és una companyia d'inversió en actius alternatius que permet als usuaris comprar i vendre accions de capital en actius col·leccionables. L'empresa es va fundar el 2016 i té la seu a Nova York.

## Visió general
L'empresa es va fundar originalment amb el nom de "Rally Rd". Inicialment, va titulitzar cotxes clàssics i tenia una col·lecció de prop de 30 vehicles. Cada cotxe es va incloure en un procés similar a una oferta pública inicial, amb la primera oferta d'un vehicle que es va completar el 2017. Des del 2019, Rally s'ha expandit per oferir més de 300 actius en categories, inclosos articles com ara art, vi, rellotges, col·leccionisme esportiu, artefactes d'història natural, instruments musicals i llibres de primera edició.
Rally registra cada article col·leccionable a la seva plataforma amb la Comissió de Borsa i Valors com a seguretat. Els cotxes d'inversió no estan registrats per a l'ús de la carretera, però s'emmagatzemen en magatzems privats en llocs com ara l'estat de Nova York o Pensilvània.
El març de 2021, Rally tenia aproximadament 200.000 usuaris amb gairebé 30 milions de dòlars de merxandatge. L'empresa ha desenvolupat aplicacions mòbils per a dispositius Android i iPhone.

## Finançament
El gener de 2018, Rally va recaptar una ronda inicial de 2,9 milions de dòlars liderada per Social Leverage i altres àngels inversors. L'any 2020, la companyia va tancar una ronda de finançament de 17 milions de dòlars en excés de subscripció, mentre que el maig de 2021, va recaptar 30 milions de dòlars en finançament de la sèrie B liderat per la companyia Accel amb altres inversors, inclosos Upfront Ventures i Social Leverage.
L'octubre de 2021, Rally va recaptar 15 milions de dòlars després de la seva ronda de la Sèrie B liderada per Wheelhouse, amb la participació de Josh Richards, Griffin Johnson, Noah Beck, John Stamos, Connor Schell i Bill Simmons. El finançament total de l'empresa des de la seva creació és d'aproximadament 65 milions de dòlars.

## Model de negoci
Rally té un model de propietat fraccionada per a les comunitats inversores i entusiastes. L'empresa obté un objecte de col·lecció per a la venda i crea una nova entitat com a filial d'una LLC. Aleshores, l'empresa emergent té una oferta registrada a la Comissió de Borsa i Valors on els inversors potencials poden veure detalls sobre el col·leccionable i, si ho desitja, comprar una o més de les accions de capital dividit. Quan es completa l'oferta, hi ha un període de retenció de 3 mesos, després del qual l'aplicació mòbil de l'empresa ofereix una finestra de negociació mensual on els nous usuaris poden fer ofertes i els inversors existents poden fer preguntes, que permet que les accions de capital es negociïn en un mercat.